# Сагайдачний Євген Якович
Євге́н Я́кович Сагайда́чний (* 22 квітня 1886, Херсон — † 21 серпня 1961, Косів, Івано-Франківська область) — український маляр, театральний декоратор, скульптор, педагог, етнограф і колекціонер. Один з перших викладачів Межигірської керамічної школи.

## Біографія
Художню освіту здобув у Санкт-Петербурзі. Навчався у приватних майстернях Я. Ціонглінського і М. Кардовського, училищі барона Штігліца у Петербурзі. Учасник художніх виставок (з 1909). Відвідав Королівство Італія, Королівство Греція, Османську імперію (1910–1912). На початку творчої діяльності випробовував свої сили у різноманітних видах мистецтва, зблизився з різними лівими авангардними об'єднаннями, брав участь у їхніх виставках. Декоратор у театрах Петербурга та Києва (1911—1918). Навчався в Українській академії мистецтв (1917–1920, майстерня М. Бойчука).
Викладав рисунок і композицію, скульптуру в Художньо-промисловій школі ім. М. В. Гоголя в Миргороді (1920–1922). Професор скульптурного факультету Київського художнього інституту (1922–1932), в організації якого брав участь. Викладач Межигірського керамічного технікуму (1922-1932). З 1923 — в Київській художньо-індустріальній школі. З 1932 викладав у навчальних закладах Луганська (художній робітничий факультет), Дніпропетровська (художній технікум, з 1936), Ніжина. З 1946 оселився у Косові, з 1947 викладав у Косівському училищі прикладного мистецтва.

## Особливості творчості
Твори Сагайдачного 1910–1920 відзначаються лаконічно-аскетичною простотою форми, його образи пов’язані з національним українським середовищем, позначені оптимістичним звучанням. 
Багато уваги приділяв пейзажному жанрові, що відкривав йому широке поле для експериментування. Його приваблювала лаконічна логіка кубізму. 
Після переїзду в Україну у 1917 захопився роботою над скульптурою, послуговуючись деревом і керамікою — матеріалами, що найбільше відповідали його творчій натурі. 
У 1930-ті відійшов від формальних позицій авангардизму. 
Працював також у книжковій графіці та гравюрі. 

## Твори
Декоративні розписи «Весілля» (1911).
Акварелі з гуцульського життя: “На базарі” (1949), “З Соколівки до Яворова” (1951), “Квіти бараболі” (1952), “Зимовий базар” (1954), “Дорога на Пістинь” (1957), “Околиця Косова” (1960).
Скульптура: “Жінка навколішки”, “Робітник з молотом”, “Жінка в плахті”, “Жінка молиться” (усі — 1920-ті рр.). 

### Картини
- “Коні” (1912)
- «Вулички в Туреччині», «Коні» (1920)
- «Краєвид з деревом»
- “Жінка біля терниці”, “Провіває зерно”, “Готує їжу”, “Селянська біда”, “Село”, “На Прип’яті”, “Біля криниці” (усі — 1920-ті рр.)
- «Яри біля Луганського», «Квітучий кущ глоду» (з 1930-х pp.)

## Колекція
Живучи і працюючи на Гуцульщині, захопився збиранням виробів народних умільців. Залишив велику колекцію народного, зокрема гуцульського, мистецтва.